# Hrunamannahreppur
Hrunamannahreppur est une commune du centre de l'Islande.

## Composition
La superficie est de 1375 km² 

## Démographie
Au 1er janvier 2014, il y avait 785 habitants, dont 422 dans la ville de Flúðir, où se situe le Lagon secret.
 

### Évolution de la population
- 2011 : 795
- 2014 : 785
- 2022 : 818